# Курцхаар

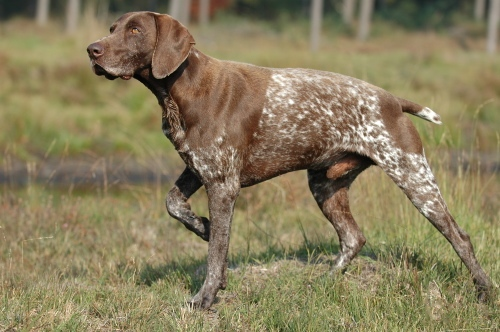
Німецька короткошерста лягава

Курцхаар, або Німецька короткошерста лягава — порода лягавих собак середньо-великих розмірів, виведена для полювання у 19 столітті в Німеччині. Це універсальна мисливська порода, багатоцільова підрушнична собака, придатна для пересування на воді та суші. Мають сильні ноги. Порода мисливських собак, що зберігає сильне бажання знаходити та гнатися за дичиною, собаки переповнені енергією та досягають успіхів у різноманітних кінологічних видах спорту. Добре соціалізовані пси приязно ставляться до людей та інших собак, зберігаючи тенденцію до тривоги через довгу розлуку з господарем.
Німецька короткошерста лягава має коротку шерсть з різними комбінаціями забарвлення, зазвичай сполучення коричневого та білого кольору. Мають вуха, що вільно звисають і є високо посаджені на голові. Порода має мати прямий профіль, будь-який чашоподібний вигляд профілю не відповідає стандартам породи. Зазвичай мають очі коричневого кольору. Хвіст собак часто обрубується, хоча це тепер забороняється в декількох країнах. Під час змагань, коли під час руху хвіст собак зігнутий вверх або вниз, у них знімаються бали. Коли курцхаар знаходиться у класичній стійці лягавих, хвіст має знаходитись прямо стосовно тіла, утворюючи лінію з випрямленою головою та тулубом. Як і всі німецькі лягаві собаки, курцхаари мають перетинчасті лапи та знані тим, що женуться за водяною дичиною.
2016 року Сіджей, німецька короткошерста лягава, визнана найкращою на 140-й Виставці собак Вестмінстерського кінологічного клубу.